# Paectes nana
Paectes nana är en fjärilsart som beskrevs av Walker 1865. Paectes nana ingår i släktet Paectes och familjen nattflyn. Inga underarter finns listade i Catalogue of Life.

## Bildgalleri

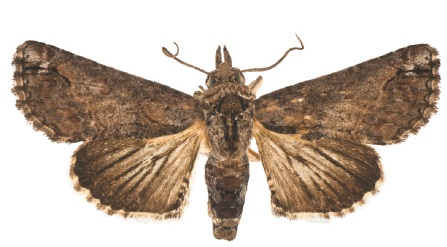
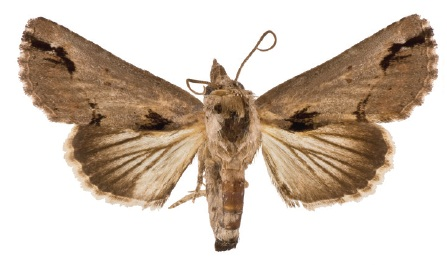